# Gaston, Oregon
Gaston este un oraș din comitatul Washington, statul  Oregon,  Statele Unite ale Americii. Populația sa era de 600 de locuitori la recensământul din 2000, iar conform unei estimări din anul 2007 populația crescuse la 630 de locuitori. 